# هوغو لارسون (لاعب كرة قدم)
هوغو لارسون هو لاعب كرة قدم سويدي، ولد في 27 يونيو 2004 في Svarte ‏ في السويد.

## وصلات خارجية
- هوغو لارسون على موقع الاتحاد الأوربي (الإنجليزية)
- هوغو لارسون على موقع اتحاد السويد (السويدية)
- هوغو لارسون على موقع قاعدة بيانات كرة القدم.إي يو (الإنجليزية)
- هوغو لارسون على موقع ناشيونال فوتبول تيمز (الإنجليزية)
- هوغو لارسون على موقع Soccerway.com (الإنجليزية)
- هوغو لارسون على موقع عالم كرة القدم.نت (الإنجليزية)